# Kirikù e la strega Karabà
Kirikù e la strega Karabà (Kirikou et la Sorcière) è un film d'animazione scritto e diretto da Michel Ocelot.
La trama è basata su un racconto folkloristico dell'Africa occidentale.

## Trama
In un piccolo villaggio africano dove sono rimasti solo anziani, donne e bambini, nasce Kirikù, un bambino minuscolo e prodigioso che si taglia da solo il cordone ombelicale e fin dai primi istanti di vita è totalmente autonomo, indipendente, intelligente e in grado di badare a sé stesso. Kirikù viene subito a sapere dalla madre che il villaggio è vessato dalla terribile strega Karabà, che ha sottratto l'acqua dalla fonte del villaggio e ha divorato tutti gli uomini più giovani del villaggio, i quali, uno dopo l'altro, hanno tentato di affrontarla invano.
L'ultimo dei fratelli della madre di Kirikù decide a sua volta di recarsi da Karabà; il bambino, che vuole vedere la strega, si nasconde sotto un cappello di paglia raccolto dallo zio. Sentendo la voce del piccolo, Karabà pensa che il cappello sia magico e chiede all'uomo di consegnarglielo, affermando che in cambio lascerà in pace il villaggio. Quando scopre che si tratta di un semplice cappello, Karabà invia al villaggio alcuni dei suoi feticci, obbligando le donne a consegnare tutti i gioielli e l'oro in loro possesso e minacciando sciagure a chi rifiuta di obbedire; una delle donne tenta di nascondere una collana, ma i feticci la scoprono e appiccano il fuoco alla sua capanna.
Tra l'incredulità e la diffidenza generale, di volta in volta Kirikù riesce a sventare i malvagi piani della strega, liberando i bambini rapiti dai suoi feticci e restituendo l'acqua alla tribù, dopo che si è introdotto nella fonte ed ha scoperto che essa è ostruita da un gigantesco animale che ne beve tutta l'acqua, che il bambino elimina con un coltello arroventato.
Ormai diventato il bersaglio principale della strega per le sue buone azioni, Kirikù continua a chiedersi quale sia il motivo per cui Karabà è così cattiva, domanda a cui nessuno sembra saper rispondere. Da sua madre, Kirikù viene a sapere che l'unica persona che conosce e racconta sempre la verità su ogni cosa è il Saggio della Montagna, il nonno di Kirikù, che vive dal lato opposto della casa della strega. Kirikù vi si reca e, per evitare di essere scoperto dai feticci (in particolare da quello sul tetto, che sorveglia sempre la zona e il cui sguardo arriva molto lontano), scava una galleria sotto la casa della strega usando il pugnale di suo padre.
Una volta superati i numerosi ostacoli e aver raggiunto la montagna, Kirikù si trova alla presenza del nonno, il quale gli svela il mistero: Karabà odia tutti gli esseri umani in quanto soffre giorno e notte a causa di una spina avvelenata che le è stata conficcata molto in profondità nella schiena da alcuni uomini; la strega non riesce a togliersi la spina da sola, ma non vuole comunque toglierla, perché ritiene che in tal modo perderebbe i poteri magici e proverebbe nuovamente il dolore atroce che ha già patito una volta. Il Saggio spiega anche che Karabà non fa altro che sfruttare l'ignoranza e la superstizione della gente del villaggio: in realtà la donna non ha mai sbranato nessun uomo e l'animale che bloccava la fonte vi era entrato da solo quando era piccolo per poi diventare enorme a furia di bere. Gli abitanti del villaggio hanno creduto che tutto ciò fosse opera della strega, e Karabà non ha smentito tali convinzioni per rimanere temuta da tutti, acquistando in questo modo sempre più potere.
Kirikù decide quindi di architettare un piano per liberare la strega dal suo dolore. Ripercorrendo la galleria che aveva scavato all'andata, sbuca nella casa di Karabà, dove le sottrae tutti i gioielli rubati al villaggio, scavando un buco sotto il cestino che li contiene; la strega si accorge del furto e manda una vipera del Gabon a uccidere Kirikù, ma il bambino inganna l'animale e poi si fa individuare volontariamente dal feticcio sul tetto mentre sotterra i gioielli. Furiosa, Karabà esce per cercarlo e lui, nascostosi nel frattempo sugli alberi, aspetta che lei si chini per saltarle sulla schiena e strapparle la spina con i denti: dopo aver provato un grandissimo dolore, come previsto, Karabà cessa di soffrire e mostra finalmente il suo lato buono e gentile, ringraziando Kirikù. Come segno di gratitudine quest'ultimo le chiede di sposarlo, ma Karabà obietta che è troppo giovane e che comunque non intende sposarsi con nessuno perché ritiene che dopo il matrimonio tutti gli uomini trattino le mogli come serve. Kirikù le risponde che se fosse sua moglie non la tratterebbe mai come una serva e le chiede un bacio, che lei gli concede: un attimo dopo essere stato baciato, Kirikù si trasforma e diventa fisicamente adulto, completando la propria essenza, dato che quando è nato aveva già la mente di un adulto.
I due decidono di stare insieme e tornano al villaggio. All'inizio la gente del villaggio li vuole allontanare entrambi, volendo uccidere la strega per il male che credono che essa abbia fatto e non riconoscendo Kirikù adulto nell'uomo che l'accompagna. La madre di Kirikù però riconosce il figlio, sciogliendo ogni dubbio, e subito dopo arriva il Saggio della Montagna, accompagnato da tutti gli uomini che avevano affrontato Karabà, spiegando che essa non aveva mai ucciso né mangiato nessuno di loro, ma li aveva semplicemente tramutati in feticci obbedienti, sostenendo inoltre l'importanza del perdono. Il clima torna dunque sereno e avviene una grande e felice riunione tra tutti i personaggi.

## Distribuzione
Il film è stato distribuito nei cinema italiani il 22 dicembre 1999 da Mikado Film.

### Edizione italiana
Il doppiaggio italiano del film fu eseguito dalla CDL Doppiaggio Edizioni presso la Sound Art 23, su dialoghi di Elisabetta Bucciarelli. Le canzoni furono mantenute in francese sottotitolato, ma nell'edizione televisiva, trasmessa il 29 dicembre 2002 in prima serata su Rai 3 in coda alla puntata speciale della Melevisione "Una sorpresa per il re", esse furono appositamente doppiate.

## Riconoscimenti
- 1999 - Festival internazionale del film d'animazione di Annecy
  - Miglior film lungometraggio animato[3]
- 1999 - Festival internazionale del cinema giovane Castellinaria di Bellinzona
  - Environment and Health Award
  - Silver Castle
- 1999 - Chicago International Children's Film Festival
  - Adult's Jury Award
  - Children's Jury Award
- 1999 - Cinekid
  - Cinekid Film Award
- 1999 - Oulu International Children's and Youth Film Festival
  - C.I.F.E.J. Award
  - Starboy Award (candidatura)
- 1999 - Marcelote
- 2000 - Ale Kino!
  - Silver Poznan Goat
- 2000 - Cartagena Film Festival
  - Prize of the Children's Cinema Competition Jury
- 2000 - Montréal International Children's Film Festival
  - Special Jury Prize
- 2002 - British Animation Awards
  - Miglior film europeo

## Opere derivate
Dal film sono state tratte altre due pellicole midquel (episodi ambientati all'interno del primo film): Kirikù e gli animali selvaggi (2005), scritto assieme ad una squadra composita di sceneggiatori e diretto da Ocelot insieme all'animatore Bénédicte Galup (cosa più unica che rara nella filmografia del cineasta francese, solitamente unico sceneggiatore e regista delle proprie pellicole), e Kirikou et les hommes et les femmes (2012), diretto dal solo Ocelot.
Inoltre è stato prodotto un videogioco platform, Kirikù, pubblicato nel 2001 da Wanadoo e sviluppato da Étranges Libellules per PlayStation, Planet Interactive per Game Boy Color e da Krysalide per Microsoft Windows.